# Дьор
Дьор (на унгарски: Győr; на немски: Raab; на полски: Jawaryn; на чешки: Ráb) е град в Северозападна Унгария, административен център на област Дьор-Мошон-Шопрон.

## География
Разположен е по средата на пътя Будапеща – Виена. През Дьор преминава река Раба. Има население около 127 000 души.
В града има фабрика на германския автомобилен производител „Ауди“.

## Известни личности

### Родени в Дьор
- Шамуел Аба, крал на Унгария (1041 – 1044)
- Фридеш Рис (1880 – 1956), унгарски математик
- Маргит Ковач (1902 – 1977), унгарска скулпторка и керамичка

### Свързани с Дьор
- Людовит Щур – (1815 – 1856), словашки възрожденски деец

## Побратимени градове
| - Ерфурт, Германия - Куопио, Финландия - Зинделфинген, Германия - Колмар, Франция - Брянск, Русия - Брашов, Румъния | - Назарет Илит, Израел - Ухан, Китай - Познан, Полша - Сегед, Унгария - Инголщат, Германия - Монтевидео, Уругвай |